# Phrurolithus luppovae
Phrurolithus luppovae là một loài nhện trong họ Phrurolithidae.
Loài này thuộc chi Phrurolithus. Phrurolithus luppovae được miêu tả năm 1941 bởi Spassky.